# Киселевка (Ульяновская область)
Киселёвка — село в составе Живайкинского сельского поселения Барышского района Ульяновской области. 

## География
Находится на правом берегу реки Сызранка на расстоянии примерно 18 километров на юг-юго-восток по прямой от районного центра города Барыш. 

## История
В 1780 году, при создании Симбирского наместничества, деревня Киселевка, при ключе Мочилищах, помещичьих крестьян, вошла в состав Канадейского уезда.
В 1859 году деревня Киселевка, владельческих крестьян, входила в 1-й стан Сенгилеевского уезда Симбирской губернии, в котором в 45 дворах жило 498 человек.
В 1898 году была построена церковь в честь Казанской иконы Божией Матери».
В 1913 году в селе было 111 дворов и 689 жителей, церковь и школа. В 1990-е годы работал  СПК «Киселёвский». .

## Население
Население составляло 345 человек (русские 53%, мордва 41%) в 2002 году, 282 по переписи 2010 года.

## Достопримечательности
- Церковь в честь Казанской иконы Божией Матери[7][8].